# Ébred már a hajnaltündér
Az Ébred már a hajnaltündér egy népszerű angol kánon.

## Kotta és dallam
Ébred már a hajnaltündér, csengő hangja víg kacagás.

Csengő hangja, ha ha ha ha ha ha ha ha, hajnaltündér ébred már.

Hahahahahahahahahahahahahahahahahahahahahahahahahahahahaha.

## Felvételek
- Ébred már a hajnaltündér. OviTeve  YouTube (2012. szeptember 11.)  (Hozzáférés: 2017. január 8.) (audió)